# IC 1806
IC 1806 је елиптична галаксија у сазвјежђу Ован која се налази на листи објеката дубоког неба у Индекс каталогу.
Деклинација објекта је + 22° 56' 38" а ректасцензија 2h 29m 34,9s. Привидна величина (магнитуда) објекта IC 1806 износи 15,1 а фотографска магнитуда 16,1. IC 1806 је још познат и под ознакама NPM1G +22.0100, PGC 95515.